# Бошкоєв Йоомарт Тербішалієвич
Бошкоєв Йоомарт Тербішалієвич (нар. 19 листопада 1949, Талас) — генерал-майор (1993). 
Освіта. Вище загальновійськове училище імені Леніна (1970), Вищі військові курси контррозвідки КДБ СРСР у Новосибірську (1975), Академію ім. E. Закінчив спецкурс по вивченню східних мов у вищій школі ім. Дзержинського (1981), у вищій школі ім. В. Закінчив факультет підвищення кваліфікації керівного та оперативного складу розвідки Інституту Андропова (1985). У 1970–74 рр. командир взводу, потім командир роти 282-го мотострілецького полку імені Фрунзе, у 1975–80 рр. оперуповноважений 8-ї мотострілецької дивізії Особливого управління КМБ СРСР; 1981–84 рр., Служив в органах безпеки Республіки Афганістан. 
1985 рік Старший оперуповноважений Особливого відділу КМДБ СРСР по Середньоазіатському військовому округу. 
1985-86 роки. Старший оперуповноважений Комітету державної безпеки Киргизької РСР.
У 1986–88 рр., начальник відділу Іссик-Кульського обласного комітету державної безпеки, у 1988–90 рр. — старший оперуповноважений мобілізаційної групи КДБ р. Киргизької РСР, старший оперуповноважений відділу в управлінні кадрів, у 1991–92 рр. — начальник Управління безпеки при Президентові Киргизької Республіки, начальник СБУ, а з 1992 р. — начальник Управління державної охорони Киргизької РСР. 
Нагороджений Червоною Зіркою, афганськими орденами Дружби, Слави та іншими медалями.